# Daniel Fascioli
Daniel Pedro Fascioli Álvarez (n. Montevideo, Uruguay, 3 de marzo de 1967) es un exfutbolista uruguayo. Jugaba de delantero y militó en diversos clubes de Uruguay, Ecuador, Perú, México y Chile. En estos 2 últimos países mencionados, tuvo un desempeño muy bueno, como por ejemplo fue subgoleador de la Copa Chile 1996 con 6 goles, cuando militaba en Deportes Antofagasta, que fue su segundo equipo en Chile, luego de su paso por Cobreloa.

## Clubes
| Club                 | País    | Año       |
| -------------------- | ------- | --------- |
| River Plate          | Uruguay | 1986-1990 |
| Deportivo Quito      | Ecuador | 1991      |
| Danubio              | Uruguay | 1992      |
| León de Huánuco      | Perú    | 1993      |
| Cobreloa             | Chile   | 1994      |
| Deportes Antofagasta | Chile   | 1995-1996 |
| Veracruz             | México  | 1996-1997 |
| Correcaminos         | México  | 1998      |
| Veracruz             | México  | 1998-1999 |
| Correcaminos         | México  | 1999      |